# Spheneria
Spheneria là một chi thực vật có hoa trong họ Hòa thảo (Poaceae).

## Loài
Chi Spheneria gồm các loài: